# Milena Duchková
Milena Duchková (Praga, 25 aprile 1952) è un'ex tuffatrice cecoslovacca.

## Carriera
In rappresentanza della Cecoslovacchia ha vinto due medaglie olimpiche nei tuffi. In particolare ha vinto la medaglia d'oro, all'età di 16 anni, nella piattaforma 10 metri femminile alle Olimpiadi di Città del Messico 1968 e la medaglia d'argento, anche in questo caso nella piattaforma 10 metri femminile, alle Olimpiadi di Monaco di Baviera 1972.
Ha preso parte anche alle Olimpiadi 1976.
Sempre nella piattaforma 10 metri ha conquistato la medaglia d'argento ai campionati mondiali di nuoto 1973 svoltisi a Belgrado.